# Otto Wanner
Otto Wanner (* 26. Juni 1919 in Kempten; † 25. Juli 2004 in Kaufbeuren) war von 1974 bis 1990 Bürgermeister der Stadt Füssen und von 1964 bis 1992 Präsident des Deutschen Eishockey-Bundes.

## Leben
Wanner war im Zweiten Weltkrieg als Offizier bei den Fallschirmspringern in Frankreich eingesetzt. Nach Kriegsende arbeitete er zunächst in der Verwaltung der Stadt Füssen. In seiner Zeit als Bürgermeister war Wanner in den Führungsriegen mehrerer Gremien und Verbände tätig. Er war Geschäftsführer der Tegelbergbahn und Mitglied im Rotary-Club. Wanner ist Vater des Eishockeyspielers Michael Wanner. Er starb im Juli 2004 im Alter von 85 Jahren und wurde auf dem Füssener Waldfriedhof beigesetzt.

## Politik
Wanner wurde 1960 in den Füssener Stadtrat gewählt. Von 1971 bis 1974 war er ehrenamtlicher Zweiter Bürgermeister und von 1974 bis 1990 Erster Bürgermeister der Stadt Füssen. Nachdem er zuerst für die Freien Wähler angetreten war, wechselte er später zur CSU. Von 1971 bis 1996 war er Mitglied des Kreistages. Gegen Ende seiner Amtszeit kam es aufgrund von Spannungen zur Spaltung der CSU-Fraktion im Stadtrat und zur Gründung des Füssener Bürgerblocks, zu dem neben Wanner auch sein enger Mitarbeiter und Stellvertreter Günther Knauss wechselte.
Als Zweiter Bürgermeister setzte sich Wanner für den Bau des Bundesleistungszentrums für Eishockey ein. In seine Zeit als Erster Bürgermeister fallen der Bau des ehemaligen Füssener Kurhauses, die Erschließung der Gewerbegebiete in Füssen-West, die Neuerschließung der Füssener Trinkwasserversorgung, der Bau der Kläranlage und die Restaurierung des Klosters St. Mang. Gegen großen Widerstand trieb er Planungen für die Einrichtung einer Fußgängerzone in der Altstadt voran.

## Eishockey
Wanner war lange Zeit als Eishockeyfunktionär tätig. Er war langjähriger Vizepräsident des EV Füssen und dessen geschäftsführender Vorstand. Von 1964 bis 1992 war er Präsident des Deutschen Eishockey-Bundes. Er engagierte sich beim Aufbau von Nationalmannschaften, war Mitglied des Nationalen Olympischen Komitees und Delegationsleiter bei den  Olympischen Winterspielen 1972 in Sapporo. Als Präsident des DEB folgte ihm Ulf Jäkel nach.

## Ehrungen
- Bundesverdienstkreuz 1. Klasse (1984)[7]
- Ehrenbürger der Stadt Füssen (1989)[3]
- Bayerischer Verdienstorden[7]
- Ehrenpräsident des Deutschen Eishockey-Bundes[7]
- Ehrenmitglied des EV Füssen[6]
- Umbenennung der Füssener Eishockeyarena in Otto-Wanner-Arena (2004)[8]